# Josuke Macuoka
Josuke Macuoka (japonsko: 松岡 洋右, Matsuoka Yōsuke) japonski politik in diplomat, * 4. marec 1880, Murozumi (danes Hikari), Jamaguči, † 27. junij 1946, Bolnišnica Univerze v Tokiu, Bunkjo, Tokio
Bil je minister za zunanje zadeve Japonskega imperija v zgodnjih mesecih druge svetovne vojne. Najbolj znan je po svojem kljubovalnem govoru v Društvu narodov februarja 1933, s katerim je končal sodelovanje Japonske v tej organizaciji. Bil je tudi eden od arhitektov tristranskega pakta in sovjetsko-japonskega pakta nevtralnosti v letih neposredno pred izbruhom vojne.

## Zgodnje življenje na Japonskem in v ZDA
Macuoka se je rodil kot četrti sin pomorskem družini v okrožju Kumage v prefekturi Jamaguči (danes del mesta Hikari). Ko je imel 11 let, je očetovo podjetje propadlo, in Macuoka je bil leta 1893 pod sponzorstvom metodističnih misijonarjev pod pokroviteljstvom metodističnih misijonarjev poslan v ZDA na študij angleščine. Preselil se je v Portland v Oregonu, sprva je živel v metodistični misiji, nato pa so ga odpeljali v gospodinjstvo vdovca Williama Dunbarja, v katerem je bil tudi Dunbarjev sin Lambert, in Dunbarjeva sestra, gospa Isabelle Dunbar Beveridge. Gospa Beveridge je bila kot rejnica Macuoki in mu pomagala pri prilagajanju na ameriško družbo. Macuokina naklonjenost do nje je trajala tudi potem, ko se je vrnil na Japonsko. Umrla je leta 1906. 
Macuoka se je vpisal na gimnazijo Atkinson v Portlandu (ki še vedno obstaja kot osnovna šola Atkinson) in je zaradi vpliva gospe Beveridge in družine Dunbar postal prezbiterijanski kristjan, ki ga je krstil velečasni Kawabe, z imenom "Frank Macuoka". Pozneje se je preselil v Oakland v Kaliforniji s starejšim bratom Kensukejem in 18 mesecev obiskoval srednjo šolo Oakland. Nato se je vrnil v Portland in študiral pravo, ki ga je je plačeval z raznimi deli, vključno z vožnjo avtobusa, prodajanjem kave od vrat do vrat in tolmačem za japonskega izvajalca. 
Macuoka je leta 1900 opravil diplomo na pravni fakulteti Univerze v Oregonu. Čeprav je Univerza v Oregonu imela tesne povezave z univerzo Waseda na Japonskem, je Macuoka razmišljal, da bi se vpisal na podiplomski študij v šolo Ivy League. Vse slabše zdravje njegove matere pa je vplivalo na njegovo vrnitev na Japonsko leta 1902.

## Tuja služba
Po vrnitvi na Japonsko leta 1902 je poskušal pristopiti na tokijsko cesarsko univerzo, vendar je bil neuspešen zaradi pomanjkanja povezav in nesprejetja študija v tujini s strani pravne fakultete v Tokiu. Leta 1904 se je Macuoka odločil nadaljevati kariero birokrata in opravil izpite za zunanjo službo ter bil sprejet na zunanje ministrstvo. V dveh letih je bil imenovan za vicekonzula na japonskem konzulatu v Šanghaju. Kasneje je bil priključen generalnemu guvernerju zakupljenega ozemlja Kwantung, kjer se je seznanil z Gotōjem Shinpeijem, takratnim predsednikom železnice Južne Mandžurije, in Jamamoto Jōtarōjem, ki je takrat delal za Mitsui pri razvoju naravnih virov Mandžurije. V naslednjih 18 letih je Macuoka hitro napredoval v diplomatskih vrstah. Za kratek čas je bil leta 1914 imenovan za prvega sekretarja japonskega veleposlaništva v Washingtonu D.C., bil pa je tudi član japonske delegacije na pariški mirovni konferenci leta 1919. Macuoka je bil sekretar premierja Teraučija in zunanjega ministra Teraučija Gotōja Šinpeija, kjer je bilo njegovo znanje angleškega jezika dragoceno. Macuoka je bil tudi odkrit zagovornik japonske udeležbe v sibirski intervenciji proti boljševiškim silam v ruski državljanski vojni.

## Južnomandžurska železnica in politična kariera
Macuoka je bil leta 1921 izbran za japonskega konzula na Kitajskem, vendar je zavrnil nalogo, da se leta 1922 vrne v Mandžurijo kot direktor podjetja South Manchurian Railway Company. Leta 1927 je Macuoka napredoval na mesto podpredsednika Južnomanžurske železnice podjetja. Bil je odgovoren tudi za širitev premogovnikov v Fushunu in gradnjo obrata za utekočinjanje premoga. Vendar je leta 1930 odstopil z južne Mandžurske železnice in se vrnil na Japonsko. Na splošnih volitvah leta 1930 je Macuoka s podporo politične stranke Rikken Seiyūkai (Ustavno združenje političnega prijateljstva) kandidiral za mesto v spodnjem domu japonske prehrane iz prefekture Jamaguči.
Po incidentu iz Mandžurija leta 1931, ustanovitvi Mandžukua in Lytonovem poročilu Ligi narodov, ki obsoja japonska dejanja, je bil Macuoka spet povlečen na areno zunanjih zadev in vodil japonsko delegacijo v Ligi narodov leta 1933 mednarodno znanost zaradi govora, ki je obsodil Ligo narodov in napovedal umik Japonske, zaradi česar je japonsko delegacijo izpeljal iz skupščinske dvorane lige. 
Po vrnitvi na Japonsko je Macuoka napovedal odstop iz skupine Rikken Seiyūkai in namero, da ustanovi svojo politično stranko po vzoru Nacionalne fašistične stranke v Italiji. Vendar stranka nikoli ni dobila množične podpore, ki jo je pričakoval Macuoka, in se je leta 1935 vrnil v Mandžurijo kot predsednik Južne Mandžurske železnice. To funkcijo je opravljal do leta 1939. Kljub temu, da je občudoval italijansko fašistično gibanje, je bil Macuoka tudi zagovornik načrta za naseljevanje judovskih beguncev v Mančukuo. 

## Zunanji minister Japonske 1940 - 1941
Leta 1940 so Macuoko pozvali, naj prevzame položaj ministra za zunanje zadeve pod vodstvom premierja Fumimara Konoeja. Macuoka je bil glavni zagovornik japonskega zavezništva z nacistično Nemčijo in fašistično Italijo, katerega pomoč je videl kot popolno izravnalno silo proti ZDA in je bil kot tak eden glavnih orkestratorjev tristranskega pakta leta 1940.
31. decembra 1940 je Macuoka skupini judovskih poslovnežev rekel: "Sem človek, odgovoren za zavezništvo z Adolfom Hitlerjem, vendar nikjer nisem obljubil, da bomo na Japonskem izvajali njegovo antisemitsko politiko. To ni samo moje osebno mnenje, to je mnenje Japonske, zato se ne sporočam, da bi ga objavil svetu. 
V obdobju od marca do aprila 1941 je Macuoka obiskal Moskvo in Berlin. 29. marca 1941 je bil Ribbentrop v pogovoru z nemškim ministrom za zunanje zadeve Joachimom von Ribbentropom naročen, naj Japoncem ne pove ničesar o prihajajoči operaciji Barbarossa in naj Japonci ostanejo v temi o načrtih Nemčije. Ribbentrop je Macuoko poskušal prepričati, naj vlado v Tokiu pozove k napadu na Singapur, češ da je bila britanska mornarica prešibka, da bi se maščevala zaradi svoje vpletenosti v bitko za Atlantik. Macuoka se je na to odzval z izjavo, da potekajo priprave na zasedbo Singapurja.
Macuoka je med obiskom Moskve aprila 1941 podpisal tudi sovjetsko-japonski pakt o nevtralnosti. Vendar je Hitler po invaziji nacistične Nemčije na Sovjetsko zvezo junija 1941 Macuoki predlagal, naj v napadu sodeluje tudi Japonska. Macuoka je goreče zagovarjal idejo o japonskem napadu na Sibirijo in je nenehno pritiskal na Konoeja in voditelje cesarske japonske vojske in cesarske japonske mornarice, naj v ta namen mobilizirajo vojsko. Na koncu so se tako vojska kot mornarica kot tudi Konoe odločili, da bodo vojaška prizadevanja osredotočili na cilje južno od Japonske. 
Kljub temu, da je vojska nasprotovala njegovim idejam, je Macuoka še naprej glasno zagovarjal invazijo na Rusijo in postajal vse bolj nepremišljen v diplomatskih odnosih z Združenimi državami Amerike, za katere je menil, da so zarote, da bi Japonsko izzvale v vojno. Macuokino sovraštvo do ZDA (glasni nasprotnik japonskih vojaških kampanj) je vznemirilo Konoeja, ki se je hotel izogniti vojni z ZDA. Konoe in vojaška hierarhija sta se dogovorila, da bi se znebila Macuoke. V ta namen je Konoe odstopil julija 1941, ministri v kabinetu pa z njim, vključno z Macuoko. Konoe je takoj znova postal premier in Macuoko kot zunanjega ministra zamenjal z admiralom Teijirō Toyodo. 
Ko je izbruhnila pacifiška vojna, je Macuoka izjavil: "Vstop v tristranski pakt je bila napaka mojega življenja. Tudi zdaj ga še vedno močno čutim. Tudi moja smrt tega občutka ne bo odvzela." Macuoka je nato zašel v neznanosti in v vojnih letih živel v pokoju.

## Povojno obdobje
Po predaji Japonske septembra 1945 je vrhovni poveljnik zavezniških sil aretiral Macuoko in ga zaprl v zapor Sugamo. Vendar je Macuoka 26. junija 1946 umrl v zaporu zaradi naravnih razlogov, preden je na Mednarodno vojaško sodišče za Daljni vzhod prišlo sojenje o obtožbah vojnih zločinov. 
Doživel je poslabšanje tuberkuloze. Iz stacionarne ameriške vojaške bolnišnice so ga premestili v bolnišnico Univerze v Tokiu, kjer je tudi umrl. Pokopan je bil na pokopališču Aojama v Tokiu. 
Leta 1979 je bilo njegovo truplo zaprto v svetišču Yasukuni, skupaj z 12 obsojenimi vojnimi zločinci pacifiške vojne.